# Miss Guam
Miss Guam est un concours de beauté annuel tenu à Guam. 
Différentes jeunes femmes peuvent être représentantes de Guam aux concours de Miss Univers, Miss Monde, Miss Terre et Miss international.

## Miss Guam Universe
| Année | Nom                        | Classement à Miss Univers    |
| ----- | -------------------------- | ---------------------------- |
| 1966  | Barbara Jean Perez         |                              |
| 1967  | Hope Marie Navarro Alvarez |                              |
| 1968  | Arlene Vilma Chaco         |                              |
| 1969  | Anita Johnston             |                              |
| 1970  | Hilary Ann Best            | Top 15, Miss Amity           |
| 1971  | Linda Mariano Avila        |                              |
| 1972  | Patricia Alvárez           |                              |
| 1973  | Beatrice Benito            |                              |
| 1974  | Elizabeth Clara Tenorio    |                              |
| 1975  | Deborah Lizama Naqui       |                              |
| 1976  | Pilar Martha Laguana       |                              |
| 1977  | Lisa Ann Caso              |                              |
| 1978  | Mary Lois Sampson          |                              |
| 1979  | Marie Cruz                 |                              |
| 1980  | Dina Singson Aportadera    |                              |
| 1981  | Bertha Antoinette Harmon   |                              |
| 1982  | Patty Chong Kerkos         | 1st runner up, (Miss Prensa) |
| 1983  | Pamela Booth               |                              |
| 1984  | Eleanor Benavente          |                              |
| 1985  | Lucy Carbullido Montinola  | Miss Congeniality            |
| 1986  | Dina Reyes Salas           | Miss Congeniality            |
| 1987  | Teresa Torres Fischer      |                              |
| 1988  | Liza Maria Camacho         | Miss Congeniality            |
| 1989  | Janice Santos              |                              |
| 1990  | Marcia Damian              |                              |
| 1991  | Jevon Pellacani            |                              |
| 1992  | Cheryl Debra Payne         |                              |
| 1993  | Charlene Gumataotao        |                              |
| 1994  | Christina Perez            |                              |
| 1995  | Alia Tui Stevens           |                              |
| 1998  | Joylyn Munoz               |                              |
| 1999  | Tisha Elaine Heflin        | Did not compete              |
| 2000  | Lisamarie Quinata          |                              |
| 2008  | Siera Robertson            |                              |
| 2009  | Racine Manley              |                              |
| 2010  | Vanessa Siguenza Torres    |                              |
| 2011  | Shayna Jo Afaisen          |                              |
| 2012  | Alyssa Cruz Aguero         |                              |
| 2013  | Alixes Scott               |                              |
| 2014  | Brittany Mesa Bell         |                              |
| 2016  | Muñeka Taisipic            |                              |

## Liens
- Official website of Miss Guam Universe